# Pan Lei
Pan Lei (chinesisch 潘蕾 Pān Lěi; * 26. Oktober 1988) ist eine ehemalige chinesische Snowboarderin. Sie startete in der Disziplin Halfpipe.

## Werdegang
Pan trat international erstmals bei der Winter-Universiade 2005 in Innsbruck in Erscheinung. Dort holte sie die Silbermedaille. Zu Beginn der Saison 2005/06 nahm sie in Valle Nevado erstmals am Snowboard-Weltcup teil, wobei sie die Plätze 21 und 18 errang. Im weiteren Saisonverlauf kam sie bei ihrer einzigen Teilnahme an Olympischen Winterspielen im Februar 2006 in Turin auf den 28. Platz und holte im folgenden Jahr bei der Winter-Universiade in Bardonecchia die Silbermedaille. In der Saison 2008/09 erreichte sie in Gujō mit dem 16. Platz ihre beste Platzierung im Weltcup. Ihren achten und damit letzten Weltcup absolvierte sie im August 2009 in Cardrona, welchen sie auf dem 30. Platz beendete.

## Weltcup-Gesamtplatzierungen
| Saison  | Gesamt | Gesamt | Halfpipe | Halfpipe |
| Saison  | Punkte | Platz  | Punkte   | Platz    |
| ------- | ------ | ------ | -------- | -------- |
| 2005/06 | 356    | 112    | 356      | 43.      |
| 2008/09 | 390    | 104.   | 390      | 40.      |
| 2009/10 | 32     | 168.   | 32       | 63.      |